# Seminário dos Carvalhos
O Seminário Diocesano de Nossa Senhora do Rosário dos Carvalhos (1884-1911) foi uma instituição de ensino religioso da Igreja Católica Romana fundado pelo Cardeal D. Américo Ferreira dos Santos Silva, cuja obra se iniciou a a 3 de Setembro de 1883, sob a direcção do Arquitecto José Geraldes da Silva Sardinha e inaugurado a 16 de Novembro de 1884 no lugar de Carvalhos, na freguesia de Pedroso, Município de Vila Nova de Gaia. 
Construíram-se inicialmente 84 quartos para alunos e prefeitos, A compra da Quinta e as obras feitas custaram 33.800$000 reis, oferecendo o Cardeal D. Américo do seu bolso particular 23.400$000 reis. Em 1887 o edifício foi ampliado com mais 36 quartos. As obras importaram em 8.100$000 reis, que D. Américo ofereceu. A ampliação da Capela em 1894 e a fachada lateral do sul construída de 1899 a 1900 custaram 8.100$000 reis. O Cardeal ofereceu do seu bolso particular 5.500$000 reis. D. António Barroso de 1899 a 1911 fez várias obras e autorizou em 1900 a criação de um Internato anexo ao Seminário, confiando a sua direcção superior a um sacerdote escolhido do corpo docente do Seminário. Fez a esta freguesia uma visita Pastoral D. António Barroso (Bispo do Porto) em 12 de Março de 1907. Era pároco desta freguesia o Padre João Domingos de Sousa Cirne.
Foi extinto em 1911 na sequência da implantação da República Portuguesa ao abrigo da lei de separação do Estado e da Igreja e reabriu, alguns anos mais tarde, como casa de correcção de menores denominada "Colónia Agrícola Ferreira Lapa". Tomou depois o nome de “Escola de Artes e Ofícios”, estando, nos dias de hoje, a funcionar como “Lar Juvenil dos Carvalhos”, sob a gestão da ainda não reconhecida "Fundação" Claret".
O edifício foi propriedade da Assembleia Distrital do Porto (ADP) até à sua dissolução em 1986. De então em diante passou a a tutela para o Instituto da Segurança Social do Porto e em 2014 requerida a transferência da posse para a Câmara Municipal de Gaia que a veio a assumir em 2016. De momento não é do conhecimento público o contrato de gestão do imóvel, entre a Câmara Municipal de Gaia e a "Fundação Claret".

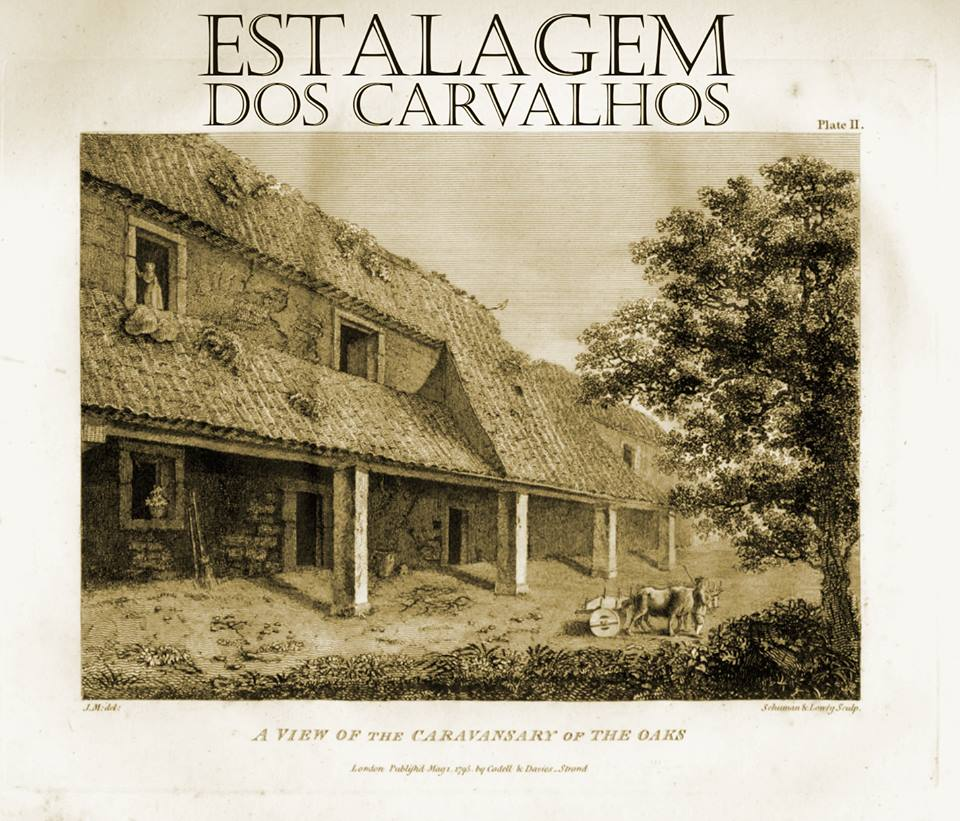
Estalagem_dos_Carvalhos

Nos terrenos em causa estava originalmente instalada no Séc. XVIII a Estalagem dos Carvalhos na dita Quinta de Moeiro, pertença de D. Maria Nunes Tavares dos Carvalhos e seu marido Custódio Monteiro Barbosa de Santiago da Carreira, com descendência até hoje nos Carvalhos. A neta destes, Joaquina Emília Carneiro de Moura e Castro, casada com o Dr. Joaquim Mário de Castro, vende a Quinta de  Moeiro ao Cardeal Américo Ferreira dos Santos Silva, por 10.000$000 reis. Existe um relato muito fidedigno com gravura da Estalagem dos Carvalhos feita pelo Arquitecto inglês James Murphy na sua obra "Travels in Portugal - 1789/90". Foi também na Estalagem dos Carvalhos - Quinta de Moeiro, onde pernoitou a Corte numa das suas vindas ao Porto, a 30 de Abril de 1852, e cujo episódio está integralmente descrito na obra "Serões da Província" de Júlio Dinis.